# ريكاردو أندرادي
ريكاردو أندرادي (22 يونيو 1977 في البرازيل - ) هو لاعب كرة قدم برازيلي في مركز حراسة المرمى. لعب مع نادي تونديلا.

## وصلات خارجية
- ريكاردو أندرادي على موقع قاعدة بيانات كرة القدم.إي يو (الإنجليزية)